# The Mega-Maniacs
I Mega-Maniacs sono stati un tag team di wrestling attivo tra il 1993 al 1998, composto da Hulk Hogan e Brutus "The Barber" Beefcake.

## Storia

### World Wrestling Federation (1989-1993)
Hulk Hogan e Brutus Beefcake iniziarono la propria carriera di wrestler più o meno nello stesso periodo, diventando grandi amici nella vita reale e combattendo spesso in coppia sul ring. Prima di entrare nella WWF lottarono come "Terry & Ed Boulder" e "Hulk & Dizzy Hogan", accreditati come "fratelli". A SummerSlam 1989, Hulk Hogan e Brutus Beefcake lottarono nuovamente insieme contro Randy Savage e Zeus nel main event della serata, contesa che si concluse quando Hogan schienò Zeus dopo un Leg drop.
Nel 1990, Brutus Beefcake riportò un grave infortunio al viso mentre faceva sci nautico, e tale incidente lo costrinse a ritirarsi momentaneamente dal ring. Dopo un primo abortito tentativo di ritorno a fine 1991/inizio 1992, Beefcake si sentì finalmente pronto per "rientrare in attività" nel 1993.
Il 1º febbraio 1993 (show trasmesso in tv il 15 febbraio), Brutus Beefcake si scontrò con "The Million Dollar Man" Ted DiBiase e Irwin R. Schyster. I.R.S. interferì nel match tra Beefcake e DiBiase, arrivando persino a colpire Brutus in faccia con la sua valigetta metallica. L'azione messa in atto dai Money Inc. fu così "orribile" che persino il manager della coppia, Jimmy Hart, cercò di fermarli schierandosi a difesa di Beefcake.
In questo periodo, Hulk Hogan non era attivo in WWF, essendosi preso una pausa dal ring l'anno precedente, ma il vile attacco all'amico di vecchia data lo convinse a tornare a combattere. Con Jimmy Hart come loro nuovo manager, Hulk Hogan e Brutus Beefcake unirono le proprie forze in un tag team denominato "The Mega-Maniacs" sfidando apertamente DiBiase e Schyster.
A causa dell'aggressione subita per mano dei Money Inc. Beefcake iniziò ad indossare una maschera protettiva rossa e gialla (i colori di Hogan).
Il feud culminò direttamente a WrestleMania IX, dopo che i Mega-Maniacs avevano sconfitto i Beverly Brothers durante qualche house show per guadagnarsi la title shot al WWF World Tag-Team Championship. I Mega-Maniacs non riuscirono a vincere le cinture in quanto furono squalificati perché Hogan aveva attaccato i Money Inc. con la maschera protettiva di Brutus. Più tardi quella stessa sera, Hogan avrebbe conquistato il WWF World Heavyweight Title nel corso di un match improvvisato con Yokozuna, quando quest'ultimo sfidò Hogan immediatamente dopo aver vinto il titolo da Bret Hart.
In seguito, i Mega-Maniacs avrebbero continuato a scontrarsi con i Money Inc. nei mesi successivi nel corso di house show di poco conto. In giugno Hogan perse il titolo mondiale contro Yokozuna a King of the Ring 1993, e sia Hogan che Beefcake lasciarono la WWF poco tempo dopo.